# Contactos transoceánicos precolombinos

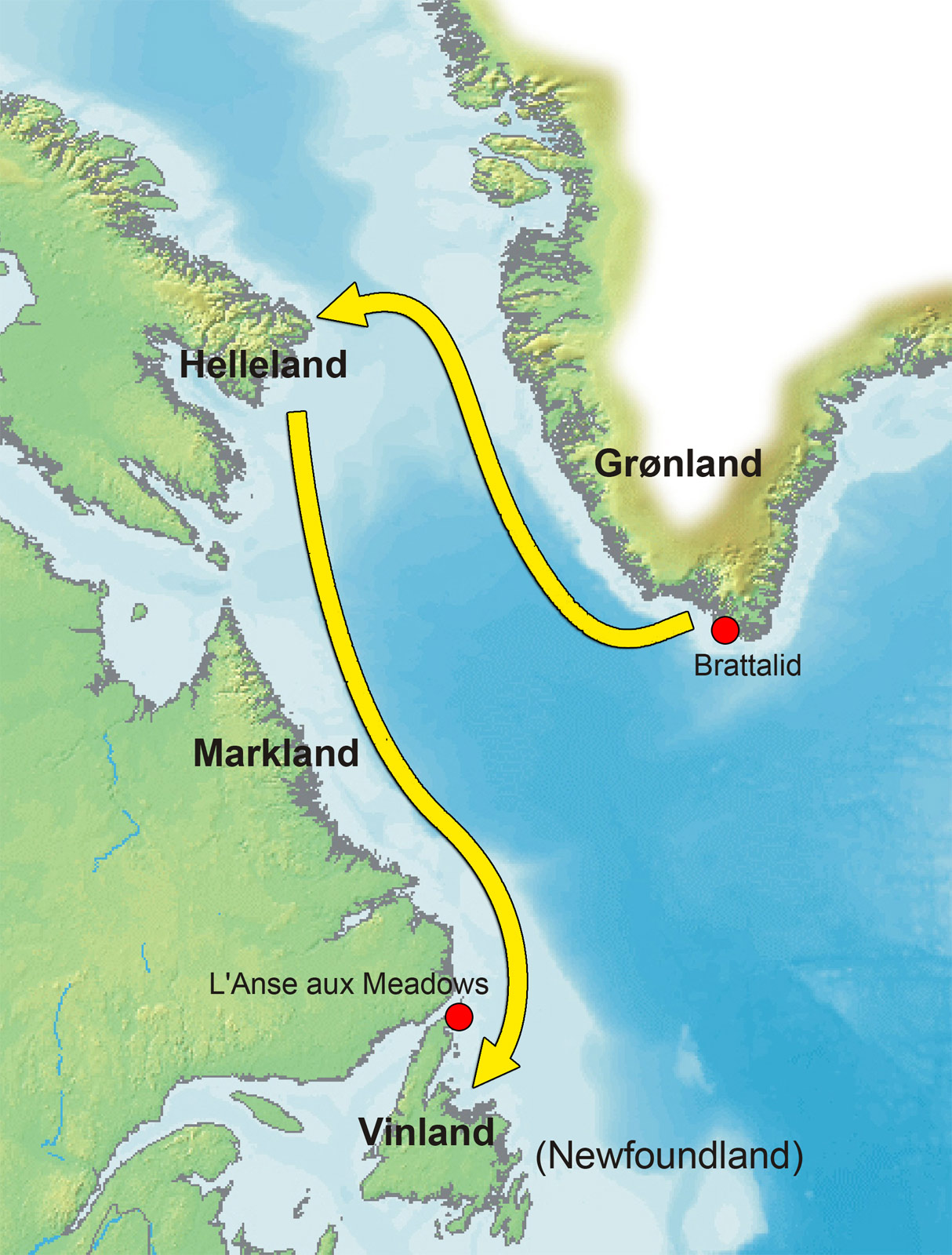
El recorrido que se supone realizaron los navegantes nórdicos alrededor del año 1000 desde Groenlandia, pasando por Helluland (isla Baffin) y Markland (costa de Labrador) hasta llegar a Vinland.

Los contactos transoceánicos precolombinos son las posibles relaciones existentes entre los indígenas americanos y los habitantes de otros continentes previas al descubrimiento de América de 1492, cuando Cristóbal Colón arribó a la isla de San Salvador.
Las hipótesis sobre contactos entre el Nuevo Mundo y el Viejo Mundo han sido propuestas desde el encuentro de los mundos y actualmente, además de la presencia y navegación inmemorial a ambos lados del estrecho de Bering de los esquimales yupik e iñupiat —pobladores de la península de Chukotka en Siberia, la isla San Lorenzo, las islas Diómedes y Alaska—, la colonización vikinga en el noreste de América —tras el descubrimiento de la aldea en L'Anse aux Meadows en Terranova, en Canadá, fechado alrededor del 1000— es el único caso plenamente comprobado de contacto entre ambos mundos durante la época precolombina.

## Asentamiento vikingo en América del Norte

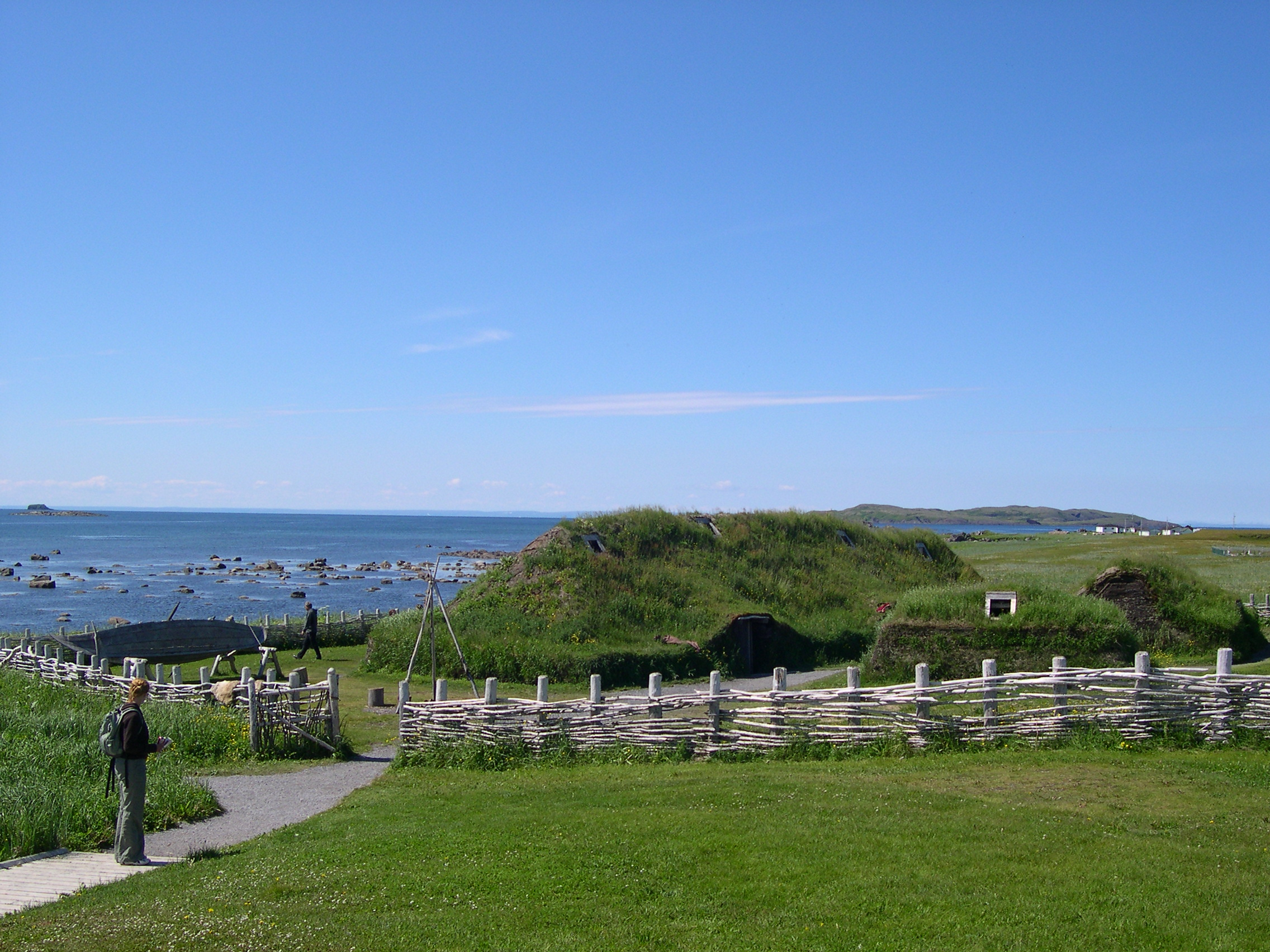
L'Anse aux Meadows.

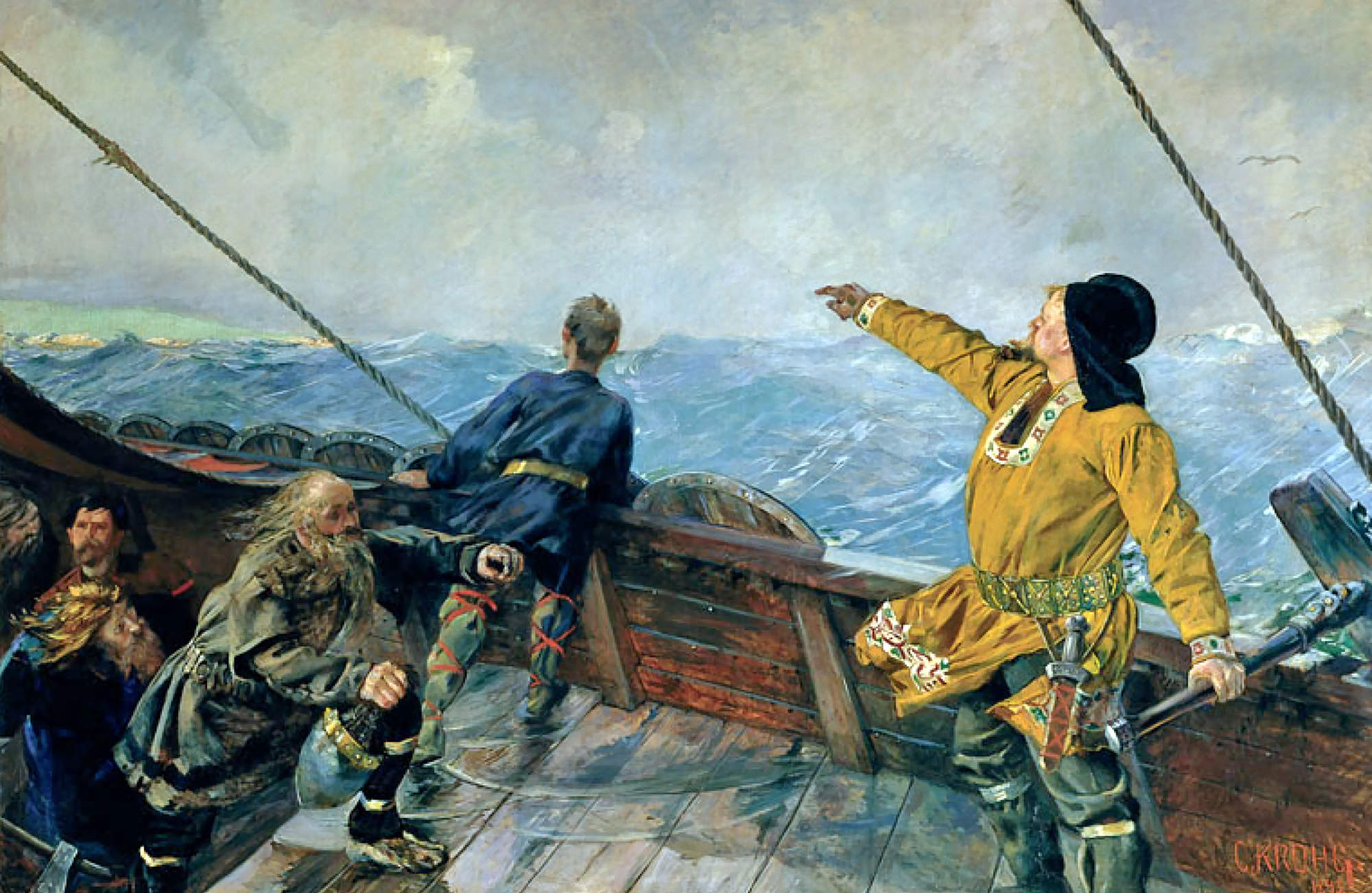
Leiv Eriksson oppdager Amerika ('Leif Erikson descubre América') por Christian Krohg (1893).

La colonización de América del Norte por parte de los vikingos es un hecho bien documentado arqueológica e históricamente. Ha sido descrita en la tradición literaria escandinava, en obras como la Saga de Erik el Rojo y la Saga Grœnlendinga. En Groenlandia se estableció una colonia a fines del siglo X y perduró hasta la mitad del siglo XV. Los restos de la colonia escandinava de L'Anse aux Meadows en Terranova (Canadá) fueron descubiertos en 1961 por los exploradores Helge y Anne Ingstad. Con frecuencia se asocia la colonización de Terranova con Vinland, país mencionado en las sagas islandesas. En estos documentos se relata la epopeya de los colonos vikingos liderados por Leif Eriksson. Por otro lado, algunos hallazgos en la isla de Baffin sugieren una presencia nórdica en esa región después del abandono de L'Anse aux Meadows, aunque también se ha propuesto que esa evidencia material podría corresponder a la cultura Dorset.
Hay pocas fuentes que describan el contacto existente entre los nativos americanos y los colonos nórdicos, conociéndose solo el existente entre los thule, a los que denominaban skræling, y los nórdicos entre los siglos XII o XIII. Las sagas sobre Vinland, escritas siglos más tarde, describen el comercio y los conflictos con los pueblos indígenas. La evidencia arqueológica para el contacto en Groenlandia es limitada, pero parece indicar que los noruegos no afectaron sustancialmente las adaptaciones indígenas, sus tecnologías o su cultura.
Actualmente, alrededor de 80 islandeses tienen marcadores genéticos de una mujer indígena que pudo haberse asentado en Islandia en el siglo XI. Para explicarlo se ha formulado la hipótesis de que podría haber sido una mujer llevada a Europa por los exploradores nórdicos.

## Contactos entre Asia Oriental y Alaska
Se han encontrado en Alaska pequeños objetos de metal fabricados en Asia Oriental hacia el año 1300. Son la primera prueba arqueológica fehaciente de que existió contacto entre las dos orillas del océano Pacífico antes de la llegada de europeos a la zona.

## Hipótesis sobre Polinesia

### Viajes polinesios a América
Algunos arqueólogos han considerado la posibilidad de que los polinesios —cuya habilidad como navegantes de altamar es bien conocida— hayan llegado a América antes del viaje de Colón; o bien, según una hipótesis peruana, que los sudamericanos pudieron haber llegado a Polinesia en la época precolombina. Estas hipótesis se apoyan actualmente en el parentesco genético entre indígenas americanos del grupo mapuche y los habitantes de la isla de Pascua, la semejanza entre vocablos de las lenguas malayo-polinesias y de la región austral y en varios hallazgos materiales.
En 2011 un grupo de científicos publicó una compilación de artículos sobre los hallazgos que evidencian la presencia precolombina de polinesios en América y las respuestas concretas a los críticos de esta hipótesis. Sin embargo, esta evidencia no es aceptada unánimemente por la comunidad científica como válida o concluyente. Nuevas evidencias se han recopilado hacia la aprobación de la hipótesis.

#### Flujo genético
Estudios genéticos que abarcaron a 807 individuos de 17 islas en la Polinesia, así como el análisis de al menos 15 pueblos nativos americanos costeros, arrojó evidencia concluyente de que hubo flujo genético desde América a la Polinesia alrededor del año 1200. El Laboratorio Nacional de Genómica para la Biodiversidad del CINVESTAV, en Irapuato, México, identificó ascendencia nativa americana en Rapa Nui, pero también en personas de islas más lejanas, como las Palliser, Mangareva, Nuku Hiva y Fatu Hiva en las islas Marquesas. Los investigadores estiman que personas de la remota Polinesia oriental se cruzaron con sudamericanos entre los años 1150 y 1230 y los de Rapa Nui cerca del 1380; pero los polinesios que se asentaron en Rapa Nui alrededor del año 1200 ya tenían antepasados sudamericanos. El pueblo Zenú de Colombia lleva el ADN más parecido al que se encuentra en los polinesios.
Un análisis del genoma completo de nativos de la isla de Pascua ha revelado que poseen un 8% de genes heredados de indígenas americanos mapuches y que la mezcla de las dos poblaciones debió ocurrir entre los años 1280 y 1495. El resto del patrimonio genético de los habitantes de Pascua es polinesio en un 76% y europeo en un 16%. La mezcla con los europeos tuvo lugar, según el análisis genético, en la segunda mitad del siglo XIX. El ADN mitocondrial de dos cráneos de indígenas botocudos del siglo XIX de Minas Gerais (Brasil), pertenece al haplogrupo B4a1a1a, predominante en Polinesia, conocido como polynesian motif, frecuente también en nativos de Melanesia y Madagascar, pero nunca antes encontrado en indígenas de las Américas.

#### Gallina araucana

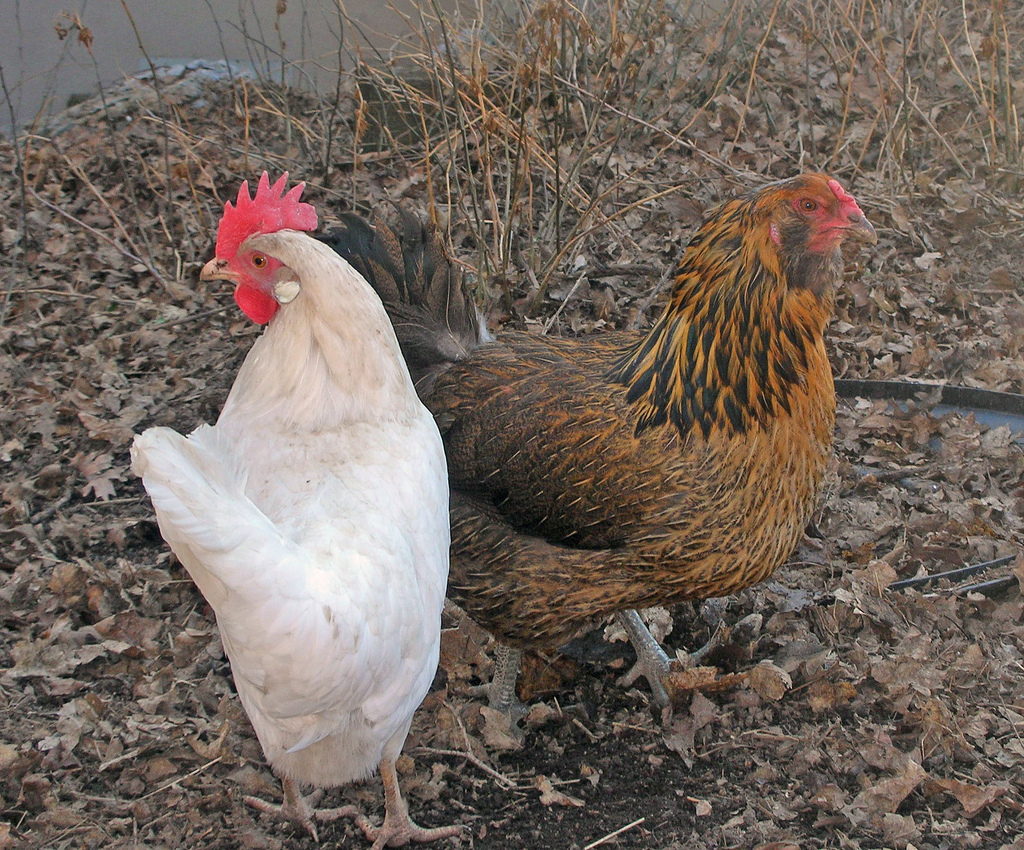
Gallina araucana (derecha) junto a gallina corriente.

Así como en el caso del boniato en Polinesia, el origen de la gallina araucana es controvertido. Debido a que los pollos se originaron en el sur de Asia, se creía que la variedad araucana de Chile había sido traída por los conquistadores españoles alrededor de 1550. La posibilidad de que las gallinas se encontraran presentes en América antes del contacto con los europeos se basaba generalmente en la documentación etnohistórica legada por los propios europeos, que daban cuenta de la crianza de gallinas de esta subespecie, ligada genéticamente a la polinésica, en las comunidades araucanas.
En 2007, Alicia Storey y sus colaboradores dieron a conocer el hallazgo de restos de gallinas en El Arenal-1, yacimiento arqueológico ubicado en la península de Arauco (Chile). Estos restos fueron fechados por radiocarbono entre 1304 y 1424 d. C., varias décadas antes de que portugueses y españoles llegaran a América del Sur.
Paralelamente, se ha distinguido en la Isla Mocha, situada a unos 900 kilómetros al suroeste de la capital de Santiago, restos de gallinas polinésicas y seis cráneos con características genéticas de habitantes de Tonga, en la Polinesia.
El ADN mitocondrial de las gallinas polinésicas pertenece a dos haplogrupos:
- El haplogrupo E, que ha sido identificado en restos de gallinas encontrados en Vanuatu, Tonga y Samoa; dichos restos están relacionados con la cultura lapita.[26] Esta región fue el centro del Imperio Tu'i Tonga, que desde el siglo X estableció una amplia red comercial marítima, que alcanzó su máxima expansión entre el siglo XIII y el siglo XV.[27][28][15]
- El haplogrupo D, cuyos restos han sido encontrados en Hawái y Rapa Nui.[15]

Los huesos de gallina encontrados en Chile corresponden únicamente al haplogrupo E, lo que plantea un reto para comprender el origen de la gallina araucana, tanto por la distancia como por la temporalidad de la cultura lapita y la datación por radiocarbono de las gallinas chilenas. Para algunos si estas aves llevan ADN idéntico al de las gallinas que se encuentran en Tonga y Tutuila y llegaron antes del viaje de Colón, esta evidencia indica claramente un patrón de interacción entre los polinesios y los aborígenes chilenos. Las gallinas habrían podido llegar a Chile en la época de expansión del Imperio Tui Tonga. Sin embargo, autores como Góngora y sus colaboradores señalaron en su momento que los restos encontrados en El Arenal-1 no pueden apoyar la hipótesis del origen polinésico de la gallina araucana. Los argumentos de Góngora han sido respondidos a su vez por Alicia Storey y su equipo.

#### Cultivo del boniato en Polinesia

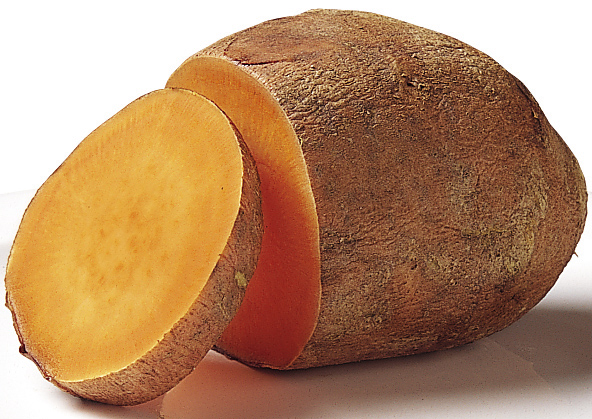
El camote o batata, originario de Sudamérica, es cultivado en Polinesia aproximadamente desde el año 1000.

El boniato o camote (Ipomoea batatas) es una planta nativa de Sudamérica (Perú) cuyo consumo en Polinesia es muy común. Se pensaba que los españoles y portugueses lo habían introducido en aquella región después del siglo XVI, pero los arqueólogos han encontrado restos de esta raíz datados antes de esa época. El más antiguo de ellos corresponde a los hallazgos en la isla Mangaia, en el archipiélago de las Cook, fechado alrededor del año 1000 d. C. Existen dos grandes tipos de explicaciones de este hecho. La primera corresponde a la posibilidad de que las aves hayan llevado las semillas del boniato a Polinesia durante sus migraciones. La segunda considera que la introducción de la batata fue obra humana. No hay consenso al respecto. La evidencia cultural aducida en favor de la segunda hipótesis es, por un lado, la semejanza en la denominación del camote en las lenguas malayopolinesias y las lenguas del pacífico sudamericano. Para el protopolinesio, la denominación de Ipomoeas batata ha sido reconstruida como *kumala. Esta voz es similar al nombre que la especie recibe en lenguas como el cañari de Ecuador, donde se llama kumal. Por otro lado, las embarcaciones construidas en la Polinesia durante la época precolombina podían navegar largas distancias. Hasta ahora, la explicación más razonable para la dispersión en Polinesia de cultivos americanos como el camote y la calabaza, es que fueron navegantes polinesios quienes llegaron a América y se devolvieron a casa con ellos, desde Rapanui hasta Nueva Zelanda.
Aunque la colección más antigua de camote cultivado en Polinesia evidencia que la especie pudo llegar antes del poblamiento humano de las islas, la difusión panpolinésica de la kūmara habría resultado de un proceso cultural de búsqueda de un cultivo de crecimiento rápido y que tenía pocos requerimientos de suelo y de mantenimiento para su sobrevivencia, lo que puede explicar las variedades de batatas seleccionadas para transferencias transoceánica por visitantes polinesios en Sudamérica.

#### Cráneos de la isla Mocha
Otros indicios que probarían el arribo de polinesios a la península de Arauco son seis cráneos encontrados en la isla Mocha con la típica forma polinesia pentagonal y la forma de la mandíbula. Los especialistas arqueológicos en Chile postulan que algunos polinesios habrían vivido en la isla Mocha en tiempos prehispánicos. Desde 1903, se han descrito rasgos morfológicos polinesios en cráneos del lugar.

#### Cráneos en Tunquén
Evidencias de mestizaje entre exploradores polinésicos y mujeres nativas del litoral central fue el resultado del rescate arqueológico efectuado en Tunquén, a 44 kilómetros de Valparaíso (Chile), bajo la dirección del investigador del Centro de Estudios Avanzados (CEA) de la Universidad de Playa Ancha, José Miguel Ramírez.

### La expedición marítima de Túpac Yupanqui
Los cronistas españoles Pedro Sarmiento de Gamboa, Martín de Murúa y Miguel Cabello Balboa, durante la conquista, recogieron una serie de relatos sobre un viaje del Inca Túpac Yupanqui a islas lejanas. Según los relatos, estando el Inca en la costa norte (en las islas Puná), supo por comerciantes nativos que regresaron al lugar, que llegaron navegando en balsas de vela desde unas islas muy distantes donde había riquezas exóticas, por lo que decidió viajar él  mismo a comprobarlo. Ordenó preparar flota de balsas, y habría zarpado de Tumbes, llegando a unas islas llamadas Ninachumbi y Auachumbi. En la isla de Mangareva se narra una leyenda recogida por el viajero F. W. Christian en 1924 sobre un rey Tupa, que llegó del este en balsas con velas y llevó orfebrería, cerámica y textiles y del que hasta hoy existe una danza.
En la isla de Pascua existe una construcción, Ahu Vinapu, que ha sido interpretada por Thor Heyerdahl como de estilo incaico. (27°10'35.36"S  109°24'22.74"W. Véase: Kon-tiki (expedición))

### Posibles préstamos lingüísticos
En 1926 Enrique Palavecino, etnógrafo del Gran Chaco y académico de la Universidad de Buenos Aires, propuso una lista de 65 posibles préstamos lingüísticos entre lenguas de los Andes Centrales (sobre todo de las lenguas quechuas) y Oceanía (sobre todo del maorí de Nueva Zelanda). La lista incluye palabras como pukará (fortaleza, en quechua) y puhará (torre de vigilancia en un recinto fortificado, en maorí); maca y maika (dos raíces o tubérculos comestibles); arapa y arapaki (celosía en ambos casos); karaihua (lagartija) y karaka (lagargo); curaca y kura/kahu korako (jefe en ambos casos); umu (agua y beber agua respectivamente) e inga/ika (guerrero en maorí).
Los lingüistas neerlandeses Willem Adelaar y Pieter Muysken —especialistas en lenguas indígenas sudamericanas— han sugerido que al menos dos vocablos pudieron haber sido compartidos por los polinesios y los indígenas de América del Sur: 
- Uno de ellos es el nombre común de Ipomoea batatas, ya señalado en este artículo. En rapanui se llama kumara; en hawaiano, ʻuala y en maorí, kumāra. Estos términos pueden estar conectados con los nombres sudamericanos para la misma planta como k’umar ~ k’umara (en quechua y aymara).
- El hipotético segundo préstamo lingüístico lo constituye la palabra para 'hacha de piedra', llamada toki en la isla Rapa Nui, toki por los maoríes, y también toki en mapudungun. Estos términos también parecen relacionarse con totoki, la palabra yurumanguí para 'hacha'.[55]

De acuerdo con Adelaar y Muysken, la similitud de la palabra para boniato «constituye una prueba cercana del contacto incidental entre los habitantes de la región andina y el Pacífico Sur», aunque la palabra para hacha de piedra parecería menos convincente. Los autores señalan que un préstamo lingüístico posible entre Polinesia y América del Sur se pudo deber a contactos esporádicos y no a migraciones masivas.

### Préstamo de artefactos
Distintos artefactos polinesios se encuentran en las culturas americanas prehispánicas como las clavas y las dalcas, canoas de corteza cosidas. Recientemente el mundo académico acogió, aunque tibiamente, la propuesta de una conexión prehistórica entre Hawái y el sur de California, a partir de dos elementos que serían inequívocamente polinésicos: la canoa de tablas cosidas y los anzuelos compuestos (Jones & Klar, 2005). Pero es un hecho importante a considerar que, a pesar del grado de interconexión cultural a lo largo de la extensa costa de América central y sur, no se encuentran canoas de tablas cosidas prehistóricas sino hasta Chiloé (sur de Chile, las dalcas), y hasta el extremo sur de los canales patagónicos. No hay argumentos suficientes para sostener una explicación inequívoca, pero la posibilidad de un contacto polinésico paralelo, entre Hawái y California, y entre el centro-sur de Polinesia y el territorio Mapuche, resulta al menos factible.

## Navegaciones transatlánticas europeas anteriores a 1492
Varias crónicas europeas de los siglos XV y XVI recogen noticias de avistamientos de territorios americanos anteriores a 1492. El español Bartolomé de las Casas afirmó que un barco de la península ibérica, probablemente portugués, que se dirigía a Flandes o a Inglaterra, había sido arrastrado por una tormenta hasta las Antillas. Daba crédito a la historia entre otras cosas porque los indios de Cuba afirmaban que hombres blancos y con barba habían visitado La Española pocos años antes que Colón. Además, Las Casas recoge noticias de tres navegantes distintos, un portugués, un andaluz y un gallego, que habían avistado tierra al occidente de Irlanda; en uno de los casos el cronista dice que "creo yo cierto que era la [tierra] que ahora llamamos la de los Bacallaos".

## Hipótesis de 1421
Según esta hipótesis, en 1421 exploraciones marítimas chinas pudieron haber arribado a América, 71 años antes que la llegada de la exploración de Cristóbal Colón.
Gavin Menzies, principal defensor de esta teoría, señala que se habrían utilizado fuentes chinas como fuentes primarias para la elaboración del mapa de Pizzigiano, datado de 1424 y que ya mostraba algunas islas del Caribe y las costas americanas.
En 2006, un abogado de nombre Liu Gang exhibió a la prensa un mapa con los cinco continentes fechado de 1763, pero con una anotación que decía reproducir a uno de 1418. Según algunos académicos, varias dinastías chinas estuvieron interesadas en la exploración del mundo por fines de comercio, y contaban con los medios y recursos para hacerlo.
Quienes han defendido la hipótesis, han dicho que Colón pudo haber contado con mapas chinos o reproducciones de mapas más antiguos, elaborados gracias a las exploraciones de Zheng He.
En 2015, el investigador John Ruskamp afirmó el hallazgo de petroglifos y pictogramas asiáticos en el estado de Nuevo México, con datación de 2,500 años (siglo 1300 A.C.), aunque solo la mitad de ellos podrían identificarse como escritura china, de la época de la dinastía Shang. El trabajo de Ruskamp ha sido respaldado por otros investigadores como Dennis Stanford y David Keightley, experto en civilización china neolítica de la Universidad de California.
Quienes defienden esta hipótesis argumentan que China ya era una potencia marítima en el siglo XV, posiblemente con la mejor industria naval de su época. Muestra de ello son las notables y extraordinarias exploraciones navales que llegó a realizar el almirante Zheng He, de quien se acepta por consenso que exploró la península arábiga y África oriental, pero también se discute la posibilidad de que hubiera arribado hasta Australia.
Otro punto de apoyo a esta hipótesis es que en el siglo XV China estaba más avanzada tecnológicamente que Europa. La investigadora Rita Feodrippe dice sobre esto: “Tecnológicamente hablando, China estaba en condiciones de llegar a América u otras tierras, y ni siquiera podemos descartar que esto haya sucedido”. Otro punto a considerar sería que los chinos, por lo dicho, tuvieran más experiencia en la navegación que los europeos.

## Hipótesis obsoletas y pseudocientíficas

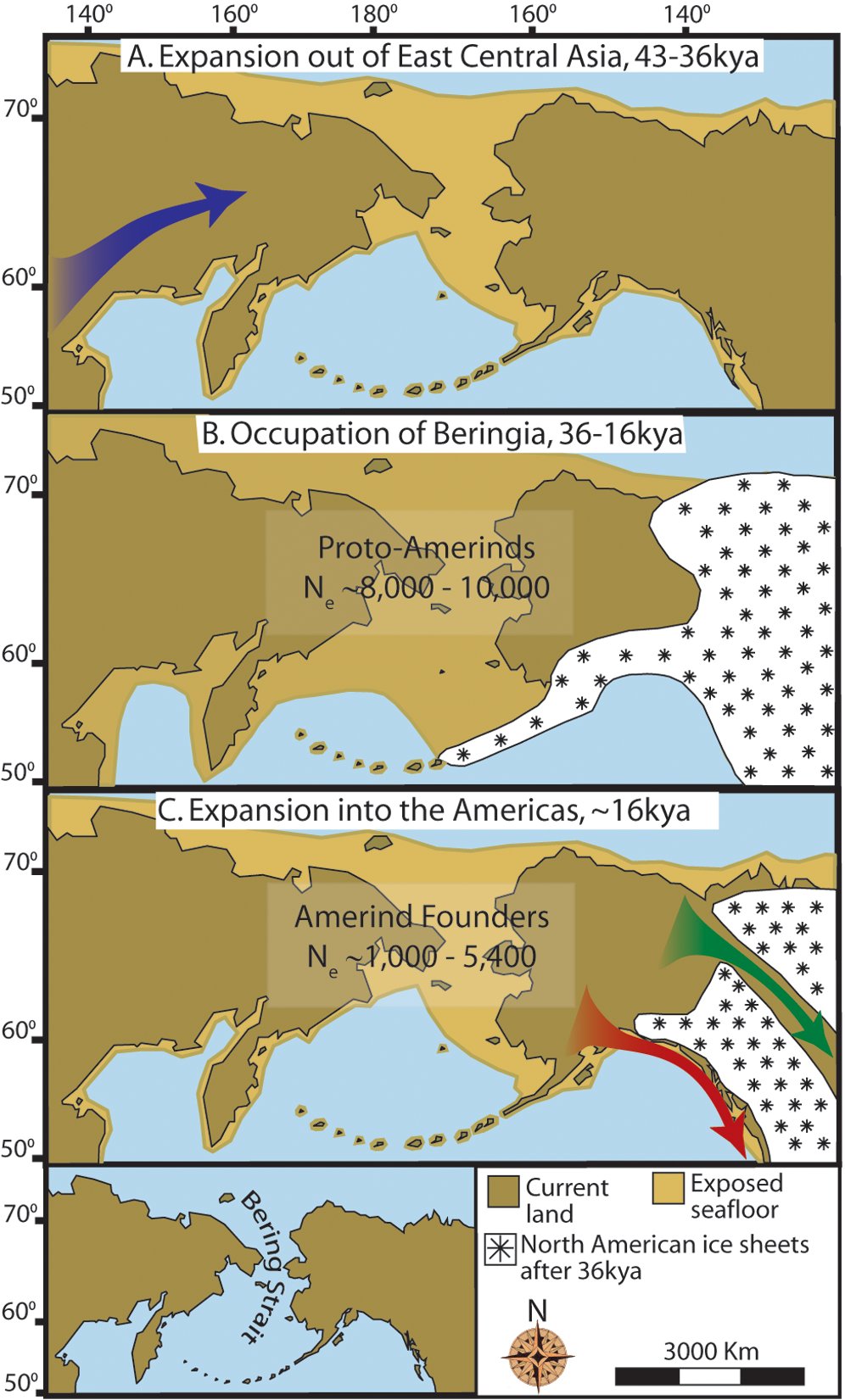
Modelo de colonización de las Américas: expansión desde Asia, ocupación de Beringia, y rápida colonización del Nuevo Mundo a través de corredores libres de hielo o la costa del Pacífico.

Desde la llegada de los europeos en 1492, se han hecho muchas conjeturas sobre el origen de los americanos y la posibilidad de interacciones antes de la llegada de Colón a Guanahani. Algunas de estas conjeturas intentaron explicar el surgimiento de civilizaciones indígenas en el Nuevo Mundo a partir de supuestas migraciones prehistóricas. En ese tenor se encuentran la hipótesis sobre la influencia africana en el origen de la cultura olmeca, sostenida por Ivan van Sertima y las especulaciones sobre la probable influencia china en Mesoamérica y los Andes, particularmente en las culturas chavín y maya, en cuyos estilos artísticos algunos arqueólogos y aficionados han querido ver una muestra material de los vínculos entre el Lejano Oriente y América durante la época precolombina. Tanto las especulaciones sobre la africanidad de los olmecas como sobre la influencia oriental en las culturas de América son consideradas obsoletas por los especialistas, o bien, calificadas como pseudoarqueológicas.
Como se dice en este mismo artículo, algunos arqueólogos han considerado la posibilidad de contactos a través del Pacífico Sur. Además de especialistas como Storey, Matisoo-Smith y Ramírez Aliaga, quienes han adelantado hipótesis sobre hallazgos en Polinesia y América reseñados en este mismo artículo, otros autores han propuesto que los sudamericanos pudieron llegar a Polinesia basados en la interpretación de la mitología sudamericana y polinésica. Quizá el caso más conocido es el de Thor Heyerdahl, quien a partir de su trabajo de campo en Fatu Hiva (islas Marquesas), encontró en ese lugar encontró monolitos esculpidos que él atribuyó a una colonización incaica. Para probar su hipótesis, él y su equipo construyeron una embarcación con materiales y tecnología disponibles en la costa sudamericana del Pacífico. Salió de El Callao (Perú) con rumbo hacia el poniente, y su balsa —a la que llamó Kon-Tiki— llegó al archipiélago de las Tuamotu tras 101 días de viaje, el 7 de agosto de 1947.  
La presencia en América de un gran número de lenguas aisladas ha llevado a algunos lingüistas a buscar relaciones entre ciertas lenguas o familias lingüísticas americanas con las habladas en el Viejo Mundo. La más reciente de ellas es la hipótesis dené-yeniseica, de Vajda, que pretende mostrar la relación genética entre las lenguas na-dené del norte de América y un grupo de lenguas habladas en Siberia cuya relación entre sí es dudosa. Lingüistas como Campbell consideran que la evidencia presentada por Edward Vajda no puede considerarse concluyente. Se ha querido encontrar parecido entre el chino y el maya, o entre el japonés, el purépecha de Mesoamérica y el quechua de los Andes, pero estas hipótesis han sido completamente desechadas.
Otro gran conjunto de hipótesis sobre posibles contactos transocéanicos precolombinos está sostenido en mitos y leyendas del Viejo Mundo. Hasta el descubrimiento de L'Anse aux Meadows, los asentamientos vikingos en América formaban parte de ese conjunto de hipótesis dudosas. Desde 1492, los europeos especularon con la posibilidad de que los amerindios fueran descendientes de la tribu perdida de Israel, tema que aparece en repetidas ocasiones en las crónicas de Indias. En las leyendas británicas de san Brandán y Madoc o en el mito griego de Atlántida, varios autores han querido ver una prueba de contactos entre América y el Viejo Mundo antes de las expediciones de Colón. Sin embargo, no hay mayor evidencia en favor de estas conjeturas, por lo que no son consideradas serias por los especialistas.
Una hipótesis que surgió a principios del siglo XX, forjada por el argentino Bernardo Biados y el boliviano Freddy Arce, postula que la existencia del Nuevo Mundo era perfectamente conocida por los fenicios, los cartaginenses y los egipcios, los cuales presuntamente habrían circunnavegado África durante el I milenio a. C., y que dichos conocimientos provenían de los sumerios. Es sabido que los sumerios navegaban en sus embarcaciones a través de los canales de los ríos Tigris y Éufrates con fines comerciales, y que tenían un puerto comercial en la Isla de Baréin activo durante el III milenio a. C., el cual era llamado Dilmun, y de allí partían sus flotas hacia la desembocadura del Valle del Indo, de donde remontaban el Indo hasta llegar a Mohenjo-Daro para intercambiar tejidos, oro, incienso y cobre. Sus embarcaciones podían desplazar un máximo de 36 toneladas y habían llegado a circunnavegar África en el III milenio a. C.
Según sostiene Biados, cuando los sumerios llegaron a las Islas de Cabo Verde encontraron bloqueado el paso por vientos contrarios que soplaban incesantemente hacia el Sureste. Por tanto, se vieron obligados a tomar una ruta hacia el Oeste en busca de vientos favorables; y fue así como habrían llegado a las costas de Ceará, Paraíba, Piauí y Maranhão (actual Brasil). Y entonces, supuestamente, de esos puntos comenzaron a explorar el continente remontando los afluentes del Amazonas, más precisamente el Madeira y el Beni. De esta manera, llegaron al Altiplano Andino, que probablemente en el año 3000 a. C. no tenía un clima tan frío.
Los sumerios, ya estando levemente establecidos en aquellos lugares, se habrían mezclado con la población pucará, que a la vez provenía de la Amazonia (expansión Arawak), y con los pueblos colla (cuyos descendientes hoy en día hablan la lengua aimara). Siempre según esta teoría, la cultura sumeria habría influenciado a los pueblos del altiplano no sólo en lo que respecta a lo religioso, sino también a lo lexical. Muchos lingüistas, en efecto, encontraron muchas similitudes entre el protosumerio y el aimara, aunque dichas pruebas resultan muy dudosas y son descartadas por ser consideradas pseudocientíficas. 
Se cree que lo que ha llevado a pensar esto son las escrituras halladas en la Fuente Magna, las edificaciones religiosas y los monolitos de Tiahuanaco (los cuales representan a gente alta, de ojos sobresalientes y con abundante barba, características que no suelen poseer las etnias de esas zonas) y los rostros incrustados en los muros interiores del Templo de Kalasasaya (los cuales, se dice, representan bustos de personas de todo el mundo, desde África hasta China); lo que relaciona esta controvertida e imaginativa hipótesis con postulados de la famosa Teoría de los Antiguos Astronautas; y la misteriosa Pedra de Ingá, hallada en el yacimiento arqueológico de la hipotética Cultura de Ingá, de la cual se cree que es de origen fenicio. Esta teoría no está aclarada ya que dicho yacimiento no está siendo explorado actualmente.

### Expediciones del Imperio de Malí
Abubakari II fue un mansa (Rey de Reyes) del imperio de Malí, África, en el siglo XIV. Desde muy joven se interesó por el mar occidental (Atlántico), se entrevistó con armadores de barcos de Egipto y de ciudades mediterráneas y decidió construir naves en la costa del actual Senegal. Finalmente, Abubakari II envió una expedición al Atlántico, pero la mayoría de los barcos se hundieron durante una tormenta.
Abubakari nombró a un nuevo regente para su imperio y salió en 1311, bajando por el río Senegal, con una segunda expedición al frente de 4.000 canoas equipadas con remos y velas. Las naves se comunicaban con tambores, y todas las comunicaciones se coordinaban con la nave capitana. Según relatos árabes y norteafricanos, el emperador llegó a costas americanas y se quedó allí.
Envió a marineros de regreso que relataron lo que habían visto y gracias a eso se realizaron mapas que luego sirvieron a navegantes portugueses de inspiración para sus viajes de descubrimiento. Los historiadores y los científicos modernos son escépticos sobre el viaje, pero el relato de estos sucesos se conserva en expedientes escritos del norte de África y en las leyendas orales de los djelis de Malí.